# Хосе Франсіско Альтур
Хосе Франсіско Альтур (ісп. José Francisco Altur; нар. 24 березня 1968) — колишній іспанський тенісист.
Найвищу одиночну позицію світового рейтингу — 88 місце досяг 9 квітня 1990, парну — 189 місце — 7 травня 1990 року.
Здобув 1 одиночний титул.
Найвищим досягненням на турнірах Великого шолома було 2 коло в парному розряді.

## Фінали Гран-прі за кар'єру

### Одиночний розряд: 1 (1–0)
| Результат | W/L | Дата     | Турнір     | Покриття | Суперник     | Рахунок       |
| --------- | --- | -------- | ---------- | -------- | ------------ | ------------- |
| Перемога  | 1–0 | Сер 1989 | Сан-Марино | Ґрунт    | Роберто Асар | 6–7, 6–4, 6–1 |

## Титули на челленджерах

### Одиночний розряд: (1)
| Ранг | Рік  | Турнір            | Покриття | Суперник        | Рахунок  |
| ---- | ---- | ----------------- | -------- | --------------- | -------- |
| 1.   | 1994 | Женева, Швейцарія | Ґрунт    | Мартін Родрігес | 7–6, 6–4 |

## Перемоги над гравцями першої 10-ки
| #    | Гравець    | Рейтинг | Турнір            | Покриття | Раунд | Рахунок       | Рейтинг Альтура |
| 1993 | 1993       | 1993    | 1993              | 1993     | 1993  | 1993          | 1993            |
| ---- | ---------- | ------- | ----------------- | -------- | ----- | ------------- | --------------- |
| 1.   | Петр Корда | 5       | Мюнхен, Німеччина | Ґрунт    | 2р    | 5–7, 6–3, 6–3 | 171             |